# Пол Кітінг
Пол Джон Кітінг (англ. Paul John Keating; нар. 18 січня 1944) — австралійський політичний діяч, 24-й Прем'єр-міністр Австралії, Міністр Фінансів в уряді Роберта Хоука.

## Ранні роки
Кітінг народився та виріс у Бенкстауні, робітничому передмісті Сіднея. Він був одним з чотирьох дітей Метью Кітінга, профспілкового представника ірландських католиків, та його дружини Мінні. Кітінг здобув освіту у католицьких школах. Вже у 15 років Пол брав участь в одній з профспілок Нового Південного Уельсу. Він вступив до Лейбористської партії, як тільки законодавство дозволило йому це зробити. 1966 року він став президентом Ради Юних лейбористів.

## Вступ до політики

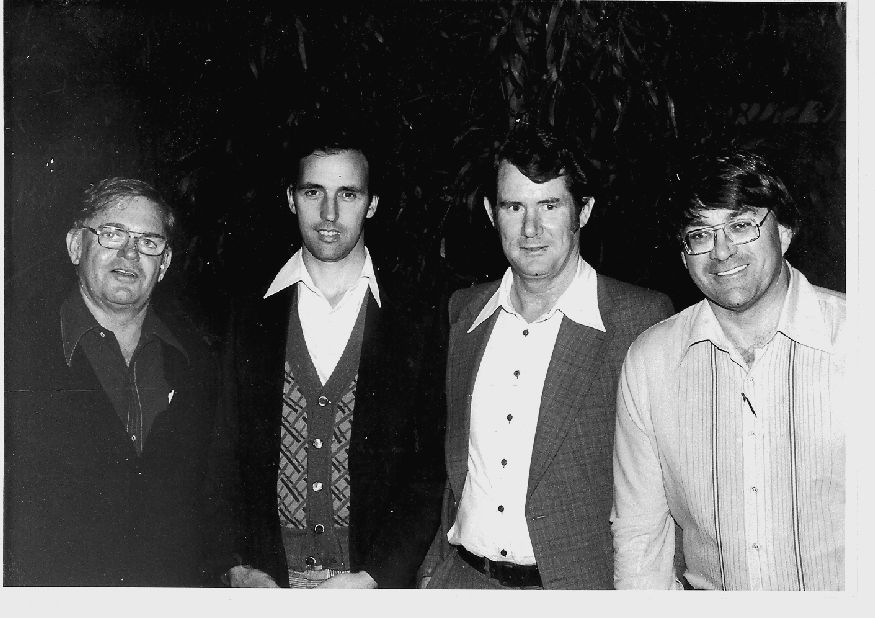
Кітінг у 35 років, другий зліва, разом з іншими членами Лейбористської партії

Кітінг почав розвивати відносини з колишнім Прем'єр-міністром Нового Південного Уельсу Джеком Ленгом. Скориставшись з його широких зв'язків, Кітінг здобув місце у Палаті представників за результатами федеральних виборів 1969 року, коли йому було 25 років.
Кітінг протягом тривалого часу був пересічним членом партії за часів врядування Вітлема (грудень 1972 — листопад 1975), тимчасово був Міністром з питань Північної території у жовтні 1975, але втратив пост після відставки Вітлема 11 листопада 1975. Після поразки лейбористів на федеральних виборах 1975 року Кітінг став провідним членом опозиції, у 1981 році він став лідером осередку партії у Новому Південному Уельсі. Він був палким оратором, а також прихильником агресивних дебатів, особливо під час виступів з опозиційної трибуни.

## Міністр фінансів (1983—1991)
Після перемоги Лейбористської партії на федеральних виборах 1983 Кітінга було призначено на пост Міністра фінансів в Уряді Джона Говарда, який він займав до 1991. Кітінг підтримував фінансову політику Говарда і зміг віднайти кошти для значного зменшення дефіциту бюджету, який залишив попередній ліберальний Уряд.
Кітінг був однією з рушійних сил мікроекономічної реформи, яку проводив Кабінет Хоука. Взагалі, Уряди Хоука/Кітінга (1983—1996) мали за мету введення у обіг та стабілізацію національної валюти, скорочення тарифної ставки на імпорт, реформування податкової системи, скасування державного контролю банківської системи.
Термін перебування Кітінга на посту Міністра фінансів ознаменувався критикою, яку було викликано, головним чином, високими тарифними ставками, а також кризою 1990 року.
1988 року почало обговорюватись питання передачі лідерства в партії від Хоука до Кітінга. Два політика досягли згоди — Хоук пообіцяв поступитись місцем лідера на користь Кітінга після виборів 1990 року. Разом з тим, у червні 1991 року Хоук сказав, що не планував зраджувати своєму слову, але Кітінг публічно висловлював свою нелояльність до чинного Прем'єр-міністра і, крім того, був менш популярним, ніж Хоук. Тоді Кітінг підняв питання про лідерство, але програв вибори, набравши 44 голоси проти 66 у Хоука, але лишився на посаді Міністра фінансів.
Незабаром, в грудні 1991 року, Кітінг повторив свій виклик і цього разу вже переміг. Наприкінці 1991 року економічні показники навіть не натякали на вихід країни з кризи, а рівень безробіття продовжував зростати. Тому акції Хоука стрімко падали.

## Прем'єр-міністр (1991—1996)

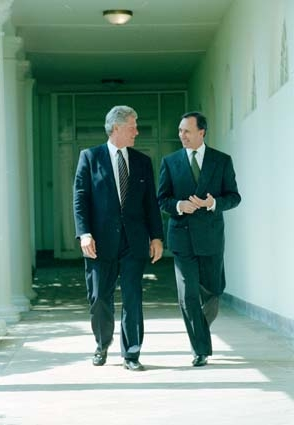
Кітінг (ліворуч) та Президент США Білл Клінтон (праворуч) у 1993 році

Прем'єрство Кітінга відзначилось такими головними подіями: розширення прав місцевого населення та зміцнення культурних і економічних зв'язків з Азією. Крім того, було піднято питання про скасування дискримінації за гендерними ознаками, а також збереження самоназв племен аборигенів. Кітінг розвивав двосторонні відносини з сусідами Австралії і вважав, що не існує важливішої країни для Австралії, ніж Індонезія. Однією з далекоглядних законодавчих ініціатив Кітінга стало оновлення національної пенсійної системи.
Дружба Кітінга з індонезійським президентом Сухарто викликала критику з боку активістів правозахисних організацій.

## Втрата рейтингу
Першою ознакою поразки, що назрівала, стала поразка лейбористів на додаткових виборах 1995 року. Пізніше слідували поразки на виборах 1995 та 96 років. Ліберал Говард вирішив збудувати свою виборчу кампанію на, здавалося б, лейбористських засадах: створення системи безкоштовної медицини, підтримка республіки тощо. Це дозволило Говарду зосередити свою критику на повільному виході країни з кризи, а також на проблемах, 0що переслідували лейбористів протягом 13 років перебування у владі.
У березні 1996 року лейбористи зазнали поразки на федеральних виборах. Ліберали здобули перевагу у 29 парламентських місць. Пол Кітінг пішов з посади Прем'єр-міністра.

## Поза політикою
З моменту виходу з Парламенту Кітінг очолював декілька різноманітних компаній, включаючи Міжнародну консалтингову компанію банківського сектора «Лазард».
У дійсний час Кітінг — професор загальної політики в Університеті Нового Південного Уельсу.

## Особисте життя
1975 року Кітінг одружився з Аннітою ван Лерсел, Голландською стюардесою. Шлюб приніс їм чотирьох дітей.
Дочка Кітінга, Кетрін — радник колишнього Прем'єр-міністра Нового Південного Уельсу Крейга Ноулза.